# جنیفر کولیج
جنیفر کولیج (به انگلیسی: Jennifer Coolidge) (زاده ۲۸ اوت ۱۹۶۱) بازیگر و کمدین آمریکایی است.

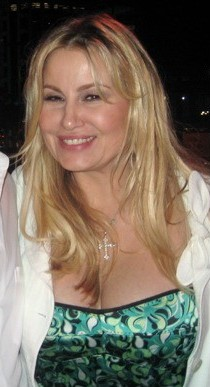
کولیج در سال ۲۰۰۵

## گزیدهٔ فیلم‌شناسی
- آزمون و خطا (۱۹۹۷)
- اسلاپی و شخص نفرت‌انگیز (۱۹۹۸)
- شبی در راکسبری (۱۹۹۸)
- آستین پاورز: جاسوسی که من را تکان داد (۱۹۹۹)
- پای آمریکایی (۱۹۹۹)
- کلوچه آمریکایی ۲ (۲۰۰۱)
- پایین به زمین (۲۰۰۱)
- زولندر (۲۰۰۱)
- لگالی بلاند (۲۰۰۱)
- کارولینا (۲۰۰۳)
- تستوسترون (۲۰۰۳)
- لگالی بلاند ۲ (۲۰۰۳)
- عروسی آمریکایی (۲۰۰۳)
- سرگذشت ناگوار، داستان‌های لمونی اسنیکت (۲۰۰۴)
- داستان سیندرلا (۲۰۰۴)
- جویی (۲۰۰۴–۲۰۰۶؛ مجموعه تلویزیونی)
- ربات‌ها (۲۰۰۵)
- کلیک (۲۰۰۶)
- رویاهای آمریکایی (۲۰۰۶)
- جویی (۲۰۰۴–۲۰۰۶؛ مجموعه تلویزیونی)
- محض اطلاع (۲۰۰۶)
- دیت مووی (۲۰۰۶)
- بهترین مثال (۲۰۰۸)
- مردان سول (۲۰۰۸)
- جنتلمن‌های برونکوس (۲۰۰۹)
- کشنده (۲۰۰۹)
- ستوان بد: بندر نیواورلئان (۲۰۰۹)
- زیبایی و کیف دستی (۲۰۱۰)
- دو دختر ورشکسته (۲۰۱۲–۲۰۱۷؛ مجموعه تلویزیونی)
- تجدید دیدار آمریکایی (۲۰۱۲)
- آستنلند (۲۰۱۳)
- الکساندر و روز وحشتناک (۲۰۱۴)
- شکلک (۲۰۱۷)
- مثل یک رئیس (۲۰۲۰)
- زن جوان آتیه‌دار (۲۰۲۰)
- نیلوفر سفید (۲۰۲۱–اکنون؛ مجموعه تلویزیونی)
- عروسی شات‌گان (۲۰۲۳)